# Manuel Sanchis i Guarner

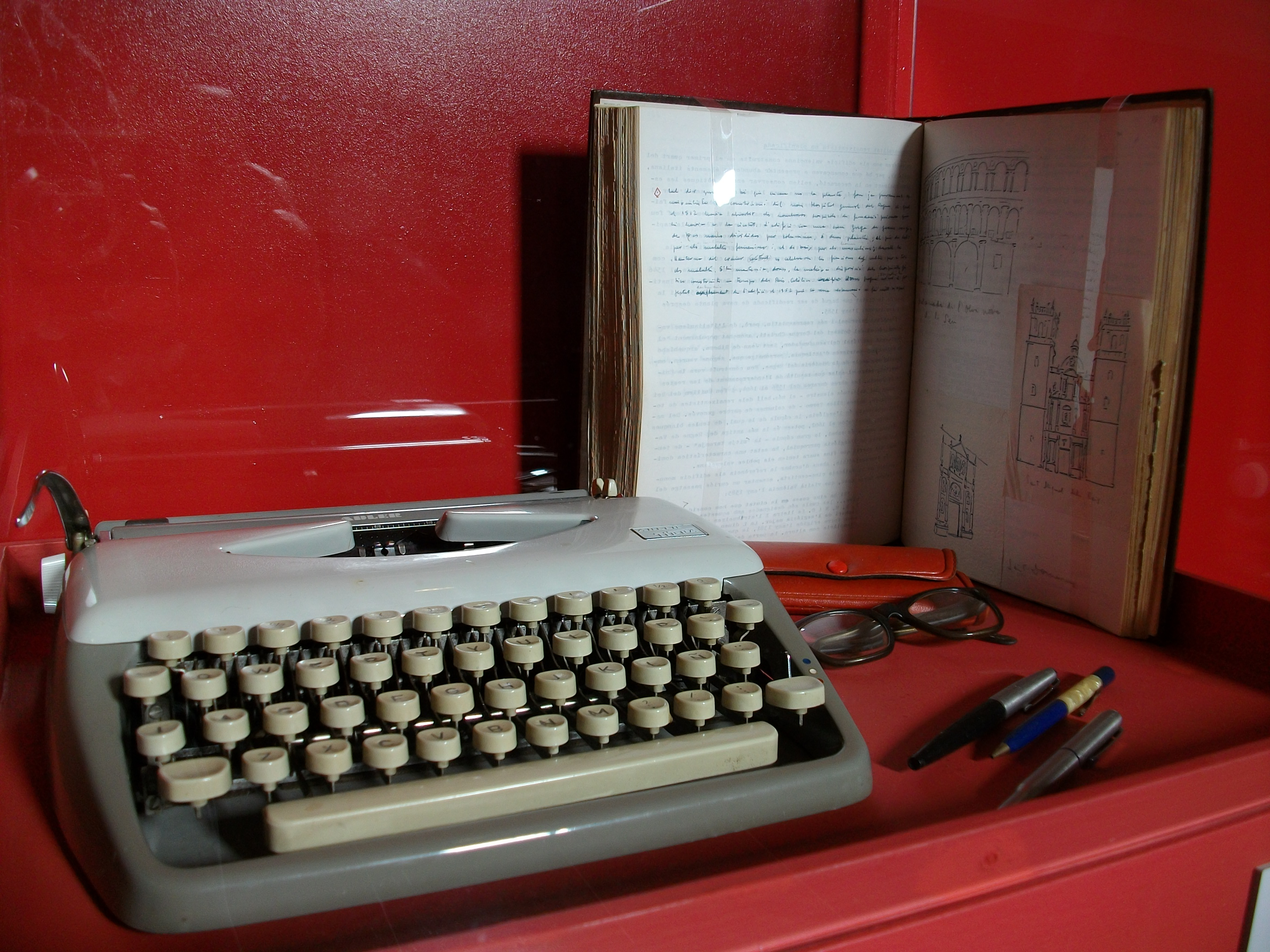
Màquina d'escriure, ulleres i ploma estilogràfica de Sanchis Guarner. El llibre és el mecanoscrit original del seu llibre La ciutat de València. Síntesi d'història i geografia urbana

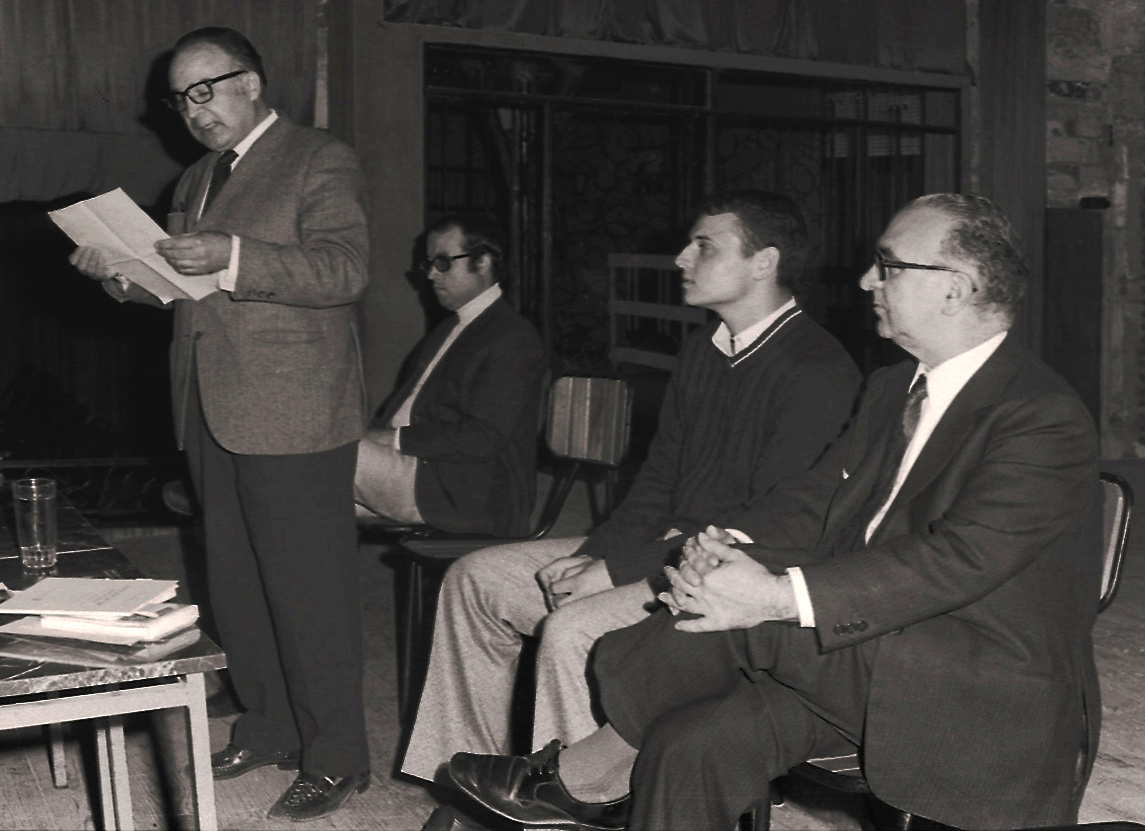
Sanchis Guarner (a la dreta) en la presentació del llibre Poemes Home-Terra d'en Josep Lozano i Lerma, a Alginet (6 de juny de 1971)

Manuel Sanchis i Guarner   (València, 9 de setembre de 1911 - València, 16 de desembre de 1981) fou un filòleg, historiador i escriptor valencià en llengua catalana.

## Biografia
Va nàixer a la plaça de l'Almoina de València. Son pare, el doctor Manuel Sanchis Sivera, va morir quan ell tenia quatre anys; sa mare, Maria Guarner Aguiló, quan en tenia dotze. Es crià en una família d'intel·lectuals d'afiliació valencianista: era nebot del canonge i historiador Josep Sanchis Sivera i del poeta Lluís Guarner i Pérez. Fou doctor en filosofia i lletres i llicenciat en dret. Durant la seua època d'estudiant fou membre d'Acció Cultural Valenciana. Treballà al Centro de Estudios Históricos amb els prestigiosos filòlegs espanyols Ramón Menéndez Pidal i Tomás Navarro Tomás. Abans d'acabar la carrera s'incorporà a l'equip d'enquestadors de l'Atlas Lingüístico de la península Ibérica i recorregué els territoris de parla catalana de l'Estat espanyol per fer a enquestes per a la part catalanoparlant d'aquest atles.
Sanchis Guarner fou un dels participants en l'elaboració de les Normes de Castelló. Defensava que el valencià és una modalitat dialectal d'una llengua comuna compartida amb diferents variants a Catalunya i Balears, però mai subordinada o inferior a aquestes, idea que exposà al llibre La llengua dels valencians, argumentant que ningú en el passat no havia discutit la unitat de la llengua al País Valencià.
Participà en la Guerra Civil defensant la legalitat republicana. Per això fou represaliat durant el franquisme, passant pel camp de concentració de presoners polítics de Salamanca fins a complir condemna en un penal de Madrid (1939-1943). Estigué bandejat a Mallorca entre 1943 i 1959, període en el qual col·labora amb Francesc de Borja Moll en l'elaboració del DCVB i en la revista literària Raixa (1953) i en el qual descobrí i estudià el valencià que es parla a la comarca murciana del Carxe.
El 1959 torna a València com a professor de francés en l'Institut Sant Vicent Ferrer fins que el 1960 fou nomenat professor no numerari de la Universitat de València. En els primers anys seixanta ingressa en l'Institut d'Estudis Catalans i fou expulsat de la societat cultural Lo Rat Penat per la seua defensa de la unitat de la llengua. El 1966 ingressa en la Real Academia de la Historia.

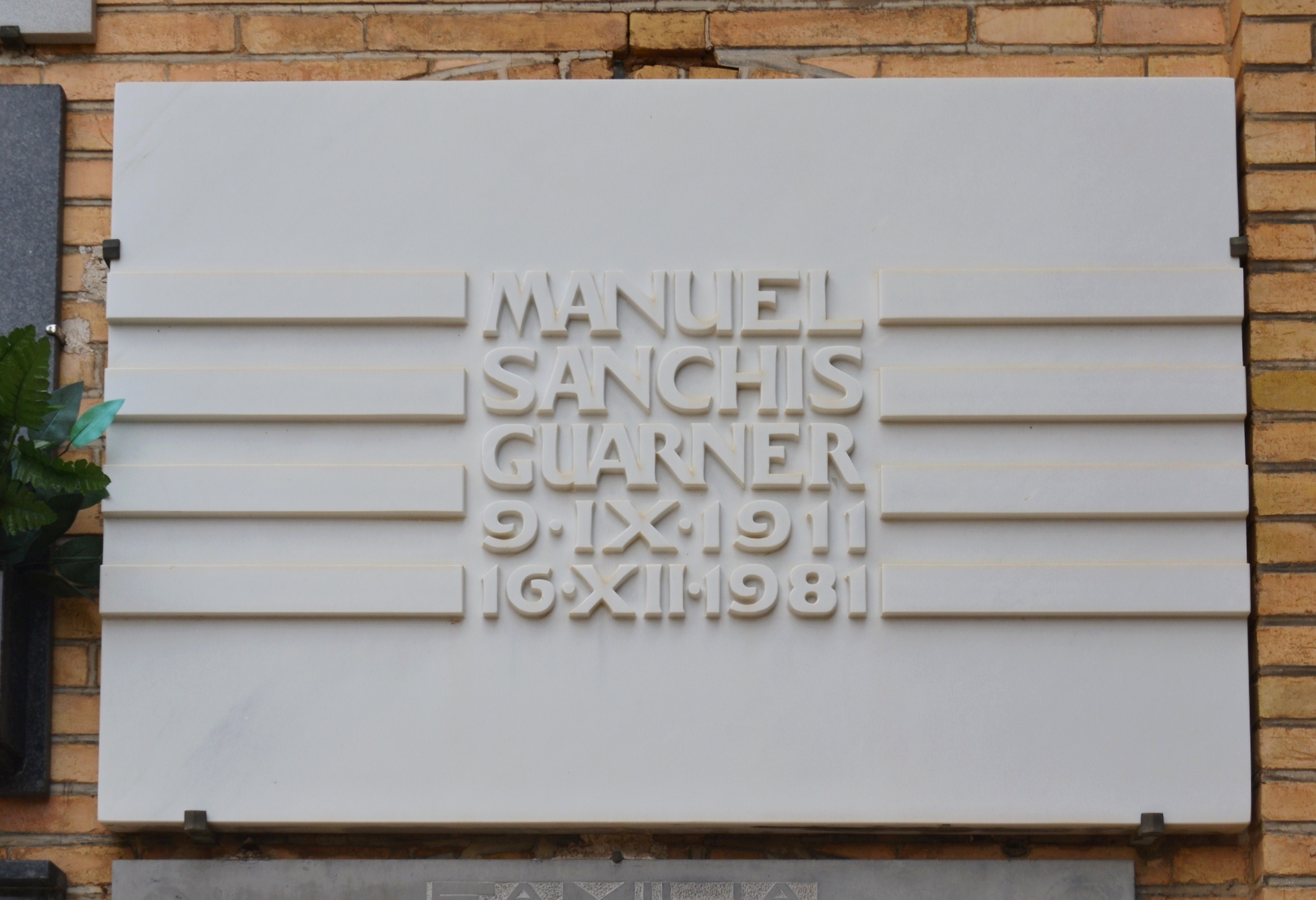
Tomba de Sanchis Guarner al cementeri General de València

Després de la mort del dictador Franco fundà l'Institut Interuniversitari de Filologia Valenciana. El 1974 rep el Premi d'Honor de les Lletres Catalanes en reconeixement de la seua trajectòria intel·lectual. El 1978 pateix un atemptat amb bomba per sectors de la ultradreta després d'una manifestació conjunta d'AP, GAV i Fuerza Nueva, entre d'altres. L'any següent rebé un paquet bomba camuflat dins de torrons, que no obrí gràcies als seus coneixements adquirits com a militar. També rebé moltes amenaces, tant per correu com en forma de pintades violentes a la porta de sa casa. El jutge no condemnà ningú per cap d'aquests fets, la qual cosa anà apagant la seua salut fins que morí el desembre de 1981. La seua mort causà un profund impacte dins del panorama valencià. El dia del seu soterrament, al Cementeri General de València, aparegueren pintades infamants al mateix cementeri, fetes per membres d'extrema dreta.
Al 1973 formà part de la Comissió Interdiocesana Valentina dirigida pel pare Pere Riutort juntament amb altres intel·lectuals d'aquells anys, com ara, Josep Gea Escolano, Josep Alminyana i Vallés, Josep Amengual i Batle, Francesc de Borja Moll, Francesc Ferrer, Beatriu Civera, Joan Josep Senent i Anaya, Vicent Sorribes i Gramatge, Xavier Casp, Enric Valor o Francesc Ferrer Pastor.
Al final de la seua vida estigué vinculat al Partit Nacionalista del País Valencià de Francesc de Paula Burguera.

## Obra
És autor d'una vasta obra que comprèn estudis de lingüística, literatura, història, etnografia i cultura popular, centrats en el País Valencià, però també en la resta de l'antiga corona catalanoaragonesa i la península Ibèrica. Fou també un dels principals col·laboradors en l'elaboració de l'Atlas Lingüístico de la Península Ibérica (ALPI). D'entre les seues obres cal destacar La llengua dels valencians, publicat el 1933 i amb múltiples reedicions; la Gramàtica valenciana (1950), Els pobles valencians parlen els uns dels altres, La ciutat de València (1979) o Aproximació a la història de la llengua catalana (1980). Va col·laborar en obres cabdals, com ara en el Diccionari català-valencià-balear o la Història del País Valencià. L'any 1974 va ser guardonat amb el Premi d'Honor de les Lletres Catalanes. De la seua extensa i valuosa obra destaquen, per temes:
- Contribucions a la història del País Valencià: 
  - Història del País Valencià (1965), que parla de la prehistòria i la història antiga i de l'època musulmana (de part de la qual s'ocupà)
  - La ciutat de València (1971), monografia sobre València.
- Gramàtiques: 
  - Gramàtica valenciana (1950). L'aplicació de la doctrina gramatical de l'Institut al valencià es deu a Sanchis Guarner. Va ser reeditada l'any 2022 en l'editorial Àrbena.[9]
- Obres d'onomàstica i dialectologia: 
  - Contribució a la fixació ortogràfica dels noms de municipis de València amb la Contribució al nomenclàtor geogràfic del País Valencià (1966) i De toponímia arabigovalentina (1951).
- Obres d'història de la llengua: 
  - A banda d'obres de conjunt, com La llengua dels valencians (1933), Aproximació a la història de la llengua catalana (1980) i Introducción a la historia lingüística de Valencia (1949?) és autor de Factores históricos de los dialectos catalanes (1956), tesi sobre la justificació històrica dels dialectes catalans: la frontera entre el català oriental i occidental podria explicar-se mitjançant els límits dels establiments dels pobles preromans, concretament els ibers, bascs i indoeuropeus. També és qui ha treballat més en l'aprofundiment dels coneixements del mossàrab ibèric en diversos estudis, que l'han portat a un treball de conjunt sobre el mossàrab molt notable: El mozárabe peninsular (dins la Enciclopedia Lingüística Hispánica, I) (1962), Els parlars romànics de València i Mallorca anteriors a la conquista (1953). Ha estudiat també la llengua d'Ausiàs Marc: La llengua d'Ausiàs March; i la posició dels valencians enfront de la seua llengua en el període dels segles xvi-xviii. Ha escrit Els valencians i la llengua autòctona durant els segles XVI, XVII i XVIII (1963). Cal esmentar, a més, La cartografia lingüística catalana (1956).
- Obres d'història de la literatura: Els poetes romàntics de Mallorca (1950), Els poetes insulars de postguerra (1959), Poetes universitaris valencians (1962), La Renaixença al País Valencià (1967), El sector progressista de la Renaixença valenciana (1977), Els inicis del teatre valencià modern (1980).
- Obres d'etnografia: Calendario de refranes valencianos (1945), Els vents segons la cultura popular (1952), Els molins de vent de Mallorca (1955); El cant de la Sibil·la (1956), Els pobles valencians parlen els uns dels altres (1963-1968), Les barraques valencianes (1957), Cançoneret valencià de Nadal (1960), La processó valenciana del Corpus (1978). Com a prologuista a l'obra de Bataller Calderón, Josep. Els jocs dels xiquets al País Valencià.  València: Institut de Ciències de l'Educació, Universitat de València, 1979, p. 198. ISBN 84-370-0110-2.